# 霜花の姫〜香蜜が咲かせし愛〜
『霜花の姫〜香蜜が咲かせし愛〜』（そうかのひめ こうみつがさかせしあい、原題：香蜜沉沉燼如霜）は、2018年の中国のテレビドラマ。全63話。主演はヤン・ズー、ダン・ルン。

## あらすじ
その昔、世界には花界・人間界・天界・魔界が存在していた。
花界の神・梓芬（しふん）から一人の女の子､錦覓（きんべき）が産まれるが、梓芬は自らが愛情により苦しんだことで、娘の錦覓が自分と同じ目に遭わぬよう､情を絶ち愛を拒絶する力を錦覓に与えてしまう。そして錦覓には､身分や感情に縛られずに自由に生きてほしいという願いから、花界を守る精霊たちに錦覓の身分を隠して育てるよう命じて絶命する。生まれながらに愛する心を封印された錦覓は､身寄りのない平凡な精霊として、花界で一人暮らしていた。
時が過ぎ､天界で修行をしていた天帝の息子・旭鳳（きょくほう）が､何者かの攻撃を受けて花界に落ちてしまう。偶然旭鳳を助けた錦覓は、恩を返してもらう代わりに天界に自分を連れていって欲しいと懇願。仕方なく錦覓を天界に連れ帰った旭鳳は、召使いとして自分の側に置くことにするのだが、次第に天真爛漫で純粋な錦覓に惹かれていく。一方で、旭鳳の異母兄弟の兄・潤玉もまた錦覓に興味を示す。本当の愛を知らない錦覓は、潤玉からの求婚を受け入れてしまい…。

## 登場人物

### 主要人物
錦覓（きんべき）
演 - ヤン・ズー
花界葡萄精霊、凡界聖医族聖女
旭鳳（きょくほう）
演 - ダン・ルン
火神、幽冥魔尊
潤玉
演 - レオ・ロー
夜神、天帝
鎏英
演 - チェン・ユーチー
魔界卞城公主、魔尊
穗禾
演 - ワン・イーフェイ
鳥族首領兼公主
暮辞/奇鳶
演 - 鄒廷威
滅霊族、天后暗衛、魔界卞成公主鎏英侍衛

### その他
太微
演 - 何中華
天帝
荼姚
演 - 周海媚
天后
梓芬
演 - 張棪琰
先花神
洛霖
演 - 王仁君
水神
臨秀
演 - 王媛可
風神
簌離/洞庭君
演 - 樊錦霖
龍魚族公主
鄺露
演 - 杜雨宸
太巳仙人の娘
太巳仙人
演 - 張世宏
鄺露の父
廉晁
演 - 劉皓宸
荼姚の初恋、天帝、月下仙人の兄
牡丹
演 - 彭楊
花界の長芳主
海棠
演 - 馬境
花界二十四芳主の一
玉蘭
演 - 閆露娢
花界二十四芳主の一
芳主
演 - 呉雯璇
花界二十四芳主の一
芳主
演 - 段瑜
花界二十四芳主の一
老胡
演 - 宇文彤
花界の散仙
彦佑
演 - 廖勁鋒
十二生肖仙君の蛇仙
丹朱
演 - 夏志遠
月下仙人
燎原君/秦潼
演 - 張鈞然
旭鳳の侍衛
肉肉羌活
演 - 付柔美琦
植物精
固城王
演 - 宋允浩
魔界三王の一
卞城王
演 - 姚清仁
魔界三王の一
焱城王
演 - 王崗
魔界三王の一
擎城王
演 - 盧勇
魔界の大長老
炫狩
演 - 李思瓊
焱城王の長子
熾狩
演 - 汪思宇
焱城王の次子
連翹
演 - 夏一瑶
花界の精霊
隠雀
演 - 付宏声
鳥族の長老
雀霊
演 - 董小白
穗禾の侍女
了聽
演 -張笑陽
旭鳳の仙侍
飛絮
演 - 崔彬斌
旭鳳の仙侍
縁機仙子
演 - 薩頂頂
月下仙人の友
斗姆元君
演 - 李羿瑄

鼠仙
演 - 李雪峰
十二生肖仙君の鼠仙
太上老君
演 - 李永田

破軍
演 - 鄭歌

雷公
演 - 何俊霖

電母
演 - 柳思盈

土地仙
演 - 劉向平

荊芥
演 - 文静
聖医族の長老
南平侯
演 - 孫寧

斉冲
演 - 拓谷楓
南平侯府の偏将
傅相
演 - 周芸華
淮梧国の傅相
窮奇
演 - 胡錦陽
上古の凶獸

## 挿入歌
| #  | タイトル                     | 作詞 | 作曲   | 歌手       |
| -- | ---------------------------- | ---- | ------ | ---------- |
| 1. | 「不染」(オープニング曲)     | 海雷 | 簡弘亦 | 毛不易     |
| 2. | 「左手指月」(エンディング曲) | 喩江 | 薩頂頂 | 薩頂頂     |
| 3. | 「天地無霜」(対唱主題歌)     | 喩江 | 薩頂頂 | 楊紫、鄧倫 |
| 4. | 「情霜」(天地無霜独唱版)     | 喩江 | 薩頂頂 | 楊紫       |
| 5. | 「天地無霜」(天地無霜独唱版) | 喩江 | 薩頂頂 | 鄧倫       |
| 6. | 「不染」(挿入歌)             | 海雷 | 簡弘亦 | 薩頂頂     |